# Santia hirsuta
Santia hirsuta är en kräftdjursart som först beskrevs av Menzies1951.  Santia hirsuta ingår i släktet Santia och familjen Santiidae. Inga underarter finns listade i Catalogue of Life.